# Грей, Эффи
Ефимия (Эффи) Чалмерс Грей (англ. Euphemia 'Effie' Chalmers Gray; 7 мая 1828 — 23 декабря 1897) — жена критика Джона Рёскина, после признания их брака недействительным вышла замуж за его протеже, художника-прерафаэлита Джона Эверетта Милле. Этот знаменитый викторианский любовный треугольник послужил основой для нескольких пьес и оперы.

## Отношения с Рёскином и Милле
Эффи родилась в Перте, Шотландия, и жила в Боуэрсвелле, доме, где дед Рёскина покончил с собой. Её семья знала отца Рёскина, который поощрял связь между ними. В 1841 году Рёскин написал для двенадцатилетней Эффи фантастическую сказку «Король Золотой Реки».(Существуют два перевода романа на русский — Алексея Слобожана и Бориса Вайнера). После своей свадьбы в 1846 году супруги совершили путешествие в Венецию, где Рёскин собирал материал для своей книги «Камни Венеции». Однако вследствие разницы в темпераментах общительная и кокетливая Эффи вскоре начала чувствовать себя подавленной категоричной личностью Рёскина.
Когда Эффи встретила Милле пятью годами позже, она всё ещё была девственницей, так как Рёскин постоянно откладывал консуммацию брака. Причины этого неясны, но они включают отвращение к некоторым частям её тела. Эффи позже писала отцу:

Он ссылается на различные причины, ненависть к детям, религиозные мотивы, желание сохранить мою красоту, и, в конце концов, в этом году он сказал мне настоящую причину… что женщина, которую он представлял, значительно отличалась от того, что он видит во мне, и причиной, по которой он не сделал меня своей женой, было его отвращение к моей особе с первого вечера 10 апреля.
Рёскин подтвердил это в заявлении своему юристу во время бракоразводного процесса. «Может показаться странным, что я воздержался от женщины, которую большинство людей находят столь привлекательной. Но, хотя лицо её красиво, её личность не сформировалась для возбуждения страсти. Напротив, в её особе были определённые детали, которые полностью препятствовали этому». Причина такого отвращения к «деталям в её особе» неизвестна. Были выдвинуты различные предположения, включая неприязнь к лобковым волосам Эффи или её менструальной крови.
Будучи замужем за Рёскином, Эффи послужила моделью для картины Милле «Приказ об освобождении», на которой она изображена как верная жена шотландского повстанца, покидающего тюрьму. Затем она сблизилась с Милле, когда тот сопровождал их во время поездки в Шотландию, чтобы нарисовать портрет Рёскина в соответствии с художественными принципами критика. За время, проведённое в Brig o'Turk в Троссаксе, они полюбили друг друга. Эффи ушла от Рёскина и, поддерживаемая своей семьёй и рядом влиятельных знакомых, подала на развод, что вызвало большой публичный скандал. В 1854 году их брак был признан недействительным. В 1855 году Эффи и Джон поженились. За время их супружества Эффи родила Милле восьмерых детей, одним из которых был известный садовник и художник, изображавший птиц, Джон Гилль Милле. Также она послужила моделью для многих его работ, в частности картины «Мир заключён» (1856), воспевающей Эффи как икону красоты и плодородия.
Когда позднее Рёскин пожелал помолвиться с юной девушкой Розой Ла Туш, её обеспокоенные родители обратились с письмом к Эффи, которая в своём ответе охарактеризовала Рёскина как деспотичного супруга. Не сомневаясь в искренности Эффи, стоит отметить, что её вмешательство способствовало разрыву помолвки, вероятно, послужившему, в свою очередь, поводом к умственному расстройству Рёскина.

## Эффи и Милле
После свадьбы Милле стал писать в более чётком стиле, который Рёскин осудил как «катастрофу». Брак принес ему большую семью, которую нужно было содержать, и, как утверждается, Эффи подталкивала его «штамповать» популярные работы для заработка и обеспечения её напряжённой общественной жизни. Однако нет доказательств, что Эффи действительно давила на него подобным образом, хотя она была эффективным менеджером его карьеры и часто помогала ему в выборе тем. Дневник Эффи показывает её заботу об искусстве мужа, и его работы по-прежнему узнаваемо прерафаэлитские по своему стилю спустя несколько лет после женитьбы.
Как бы то ни было, Милле в конце концов оставил характерную для прерафаэлитов одержимость деталями и стал писать в более свободном стиле. Для многих работ он черпал вдохновение в своей семейной жизни с Эффи, часто используя в качестве моделей её, детей и внуков.

## Дальнейшая жизнь
Развод препятствовал Эффи во многих общественных функциях. Ей не разрешено было находиться в присутствии королевы Виктории, поэтому если где-либо ожидалось появление королевы, Эффи туда не приглашалась. До развода она жила активной общественной жизнью, отстранение от которой её угнетало. В конечном итоге, когда Милле находился при смерти, королева смягчилась, позволив Эффи принимать участие в официальных событиях.
Эффи умерла через несколько месяцев после мужа в канун Рождества 1897 года. Она похоронена на кладбище Кинноулл в Перте, которое изображено на картине Милле «Долина покоя».

## Эффи в драме и литературе
Брак Эффи с Рёскином и её история любви с Милле послужили основой для следующих произведений:
- The Love of John Ruskin (1912) немое кино о Рёскине, Эффи и Милле.
- The Love School (1975) сериал BBC о прерафаэлитах, в ролях Анна Кидд (Эффи), Дэвид Коллинз (Рёскин), Питер Иган (Милле)
- John Ruskin’s Wife (1979) роман об отношениях, автор Ева МакДональд.
- The Passion of John Ruskin (1994), короткометражный фильм, режиссёр Alex Chappel, в ролях Марк МакКинни (Рёскин), Нив Кэмпбелл (Роза Ла Туш) и Колетт Стивенсон (Эффи).
- «Modern Painters» (опера) (1995) опера о Рёскине, Эффи и Милле.
- Parrots and Owls (1994) радиопостановка John Purser об братьях O’Шей, в которой Эффи появляется как подруга Джеймса О’Шей и обсуждает с ним его супружеские проблемы.
- The Countess, (1995) пьеса Грегори Мерфи, сосредоточенная на крахе брака Рёскина и Эффи.
- The Order of Release (1998) Радиопостановка Робина Брукса о Рёскине (Боб Пек), Эффи (Шерон Смолл) и Милле (Дэвид Теннант).
- The Woman Who Gave Birth to Rabbits (2002), сборник рассказов (автор Emma Donoghue), содержащий рассказ Come, Gentle Night о брачной ночи Рёскина и Эффи.
- Mrs Ruskin (2003), пьеса Kim Morrissey о крахе брака и удручающих отношениях Эффи с матерью Рёскина.
- Харрис, Джоанн Спи, бледная сестра (Sleep, Pale Sister, 1993) Джоанн Харрис
- Эффи (2014) фильм Ричарда Лэкстона